# Indigo (álbum de RM)
Indigo é o álbum de estreia do rapper sul-coreano RM, lançado em 2 de dezembro de 2022, pela Big Hit Music. O álbum marca o primeiro trabalho completo do rapper desde Mono (2018). Descrito como uma documentação ou arquivo dos anos finais dos 20 anos de RM, o álbum compreende 10 faixas e apresenta participações de Erykah Badu, Anderson .Paak, Tablo do Epik High, Kim Sa-wol, Paul Blanco, Mahalia, Colde, Youjeen do Cherry Filter e Park Ji-yoon. Em sua essência um álbum de hip-hop, Indigo infunde o gênero com neo-soul, R&B, folk, eletrônico e rock. As faixas "Wild Flower", colaboração com Youjeen, e "Still Life", colaboração com Anderson .Paak foram lançadas como singles do álbum.
Após seu lançamento, tornou-se a maior estreia de um álbum, de um solista coreano, na história do Spotify, acumulando 21.6 milhões de streams em suas primeiras 24 horas. Nos Estados Unidos, Indigo alcançou a terceira posição da Billboard 200, configurando-se, na época, como a maior posição alcançada por um álbum de um solista coreano na história da tabela. O álbum recebeu o certificado de platina dupla pela Korea Music Content Association em janeiro de 2023, vendendo mais de 800.000 cópias na Coreia do Sul e mais de 100.000 cópias nos Estados Unidos.

## Antecedentes
Em junho de 2022, durante as comemorações do nono aniversário do BTS, depois de anunciar que os membros da banda dedicariam mais atenção a projetos musicais individuais daqui para frente, RM falou sobre lidar com o esgotamento criativo e perder seu senso de direção após o lançamento do quarto álbum de estúdio do grupo, Map of the Soul: 7 (2020), e o single "Dynamite". Ele explicou que a pressão de fazer parte da indústria do K-pop, de produzir música constantemente, dificultou seu crescimento e amadurecimento como artista, e que ele precisava de tempo para pensar e redescobrir sua identidade musical—tornou-se mais difícil equilibrar seus trabalhos artísticos pessoais com as demandas de seu papel no grupo. RM também disse que queria que o público conhecesse os membros da banda, incluindo ele mesmo, como entidades separadas, fora do coletivo BTS, e revelou que todos tinham músicas solo nos trabalhos que estavam preparando para lançar. Durante uma transmissão ao vivo pessoal realizada no Weverse em julho, ele compartilhou atualizações sobre o andamento de seu próprio álbum, afirmando que estava quase pronto, cerca de "90 por cento", e tudo o que faltava era a filmagem de videoclipes e conteúdo adicional para ser lançado junto com o álbum. Ele também explicou que a música seria muito diferente do Mono de 2018: "Se Mono gravou meu 2016 a 2018, então acho que este novo álbum serve como meu diário e arquivo de 2019 a 2022".

## Lançamento
Em 10 de novembro, durante o briefing anual da Hybe Corporation no YouTube, o CEO Jiwon Park anunciou que RM seria o terceiro membro do BTS—depois de J-Hope e Jin—a lançar um projeto solo, seu álbum de estreia. Posteriormente, RM postou uma série de stories no Instagram contendo o título do álbum e a data de lançamento, bem como o fato de ter começado a trabalhar no álbum desde o início de 2019. Em uma postagem seguinte no Weverse, ele mencionou "trabalhar duro nisso nos últimos quatro anos" e que "amigos divertidos" foram incluídos, aparentemente sugerindo colaborações no álbum. O anúncio oficial da Big Hit Music, postado na plataforma logo em seguida, confirmou colaborações com vários artistas, mas, inicialmente, não divulgou nenhum nome. A arte da capa do álbum, "uma foto de uma amostra de tecido azul com o título do álbum descolorido em branco", foi compartilhada pela Big Hit no final do dia. Dois dias depois, RM revelou mais fotos sugerindo o clima geral do álbum por meio de suas mídias sociais, primeiro postando uma foto de uma sala espaçosa com mobília de madeira banhada por luz em tons quentes, seguida por uma história no Instagram de uma imagem com a frase "o último arquivo dos meus vinte anos" contra um fundo pintado de azul. Ele compartilhou uma prévia da embalagem externa do álbum via Instagram em 14 de novembro, algumas horas antes do início da pré-venda.
O primeiro lançamento solo oficial de RM, mas o terceiro no geral após sua mixtape homônima (2015) e Mono (2018), Indigo relata "histórias e experiências pelas quais [ele] passou, como um diário". O período de pré-venda do álbum iniciou-se em 15 de novembro. A Big Hit lançou um "Filme de Identidade" para o projeto em 22 de novembro. Consoante ao título do álbum, o visual azulado apresentava "uma montagem rápida de imagens vagas" com o som de estático tocando ao fundo. Um texto descritivo sobre o álbum apareceu à medida que o clipe avançava: "Registro de RM: Indigo. Das cores da natureza, humano, etc. Documentação da minha juventude no momento da fase independente. Disco desbotado pelo sol desbotado como jeans velhos". A linha final do texto dizia: "o último arquivo dos meus vinte anos", antes do vídeo "desaparecer graciosamente". Cinco fotos seguiram no dia seguinte e mostraram RM, vestido com jeans azul e roupas totalmente brancas, de pé e sentado na mesma sala cheia de luz e tons quentes das imagens compartilhadas anteriormente. A pintura Blue, do falecido artista coreano Yun Hyong-keun, de quem RM é conhecido por ser um admirador, apareceu em algumas das fotos. RM disse que com Indigo criou uma colaboração que "transcende as fronteiras" entre música e arte. Big Hit revelou a lista de faixas em 24 de novembro. O álbum contém 10 canções e apresenta participações de Erykah Badu, Anderson .Paak, Tablo, entre outros. A nona faixa, "Wild Flower", que apresenta os vocais de Youjeen do Cherry Filter, serviu como single principal do álbum. Uma prévia do videoclipe do single foi compartilhada via YouTube em 30 de novembro. O teaser era baseado na natureza, primeiro mostrando um "campo de trigo sereno", seguido por "RM caminhando em uma planície e admirando o nascer do sol", depois cortando para uma visão aérea das nuvens iluminadas por baixo "com estouros de iluminação", antes de terminar com uma tomada grande angular de RM parado no topo de uma montanha ao lado de uma árvore solitária com uma "bateria atmosférica e batidas de sintetizador" sendo tocadas ao fundo.

### Formato
Duas edições do álbum foram disponibilizadas para compra. A "Book Edition" foi lançada no formato tradicional de CD e inclui livro, cartão postal, cartão de foto e pôster. As versões das lojas Target e Weverse Shop USA desta edição também contém um photocard exclusivo. A edição "Postcard Edition" (versão digital exclusiva da Weverse Albums), inclui um livro de letras, foto instantânea, guia do usuário e um guia QR escaneável para acessar o álbum e o conteúdo digital adicional na plataforma. Em janeiro de 2023, a Big Hit Music anunciou que Indigo seria lançado no formato vinil em maio do mesmo ano.

## Promoção
Dois videoclipes—para "Wild Flower" e "Still Life"—foram lançados nos dias 2 e 6 de dezembro, respectivamente. RM falou sobre Indigo em entrevistas detalhadas com as publicações Vogue, NME, Variety e The Atlantic publicadas no dia do lançamento do álbum. Logo depois, ele fez sua estreia solo no Tiny Desk Concert da NPR, apresentando a canção "Seoul", de sua mixtape Mono (2018), seguida pelas duas primeiras faixas do álbum: "Yun" e "Still Life". Um dia após o lançamento do álbum, um vídeo de 41 minutos, intitulado "Indigo Magazine Film", foi publicado através do canal oficial do BTS no YouTube, onde RM e seus colaboradores comentam sobre o processo de criação do álbum, detalhando individualmente todas as faixas. Nos dias 2 e 4 de dezembro, o rapper esteve presente na rádio Melon Station para compartilhar os bastidores da produção de Indigo, suas colaborações e participar de uma sessão de perguntas e respostas.
Um pequeno evento musical em comemoração ao álbum foi realizado em Seul no dia 5 de dezembro. Duzentos fãs foram selecionados para participar do evento, por sorteio no Weverse entre aqueles que compraram o álbum na pré-venda. No evento, RM apresentou oito faixas de Indigo, "Persona", solo do rapper presente no sexto mini-álbum do BTS, Map of the Soul: Persona (2019), e "Sexy Nukim" (2022), parceria do grupo Balming Tiger com o rapper. O concerto foi gravado e lançado no YouTube em 15 de dezembro. Ainda no dia 5 de dezembro, visualizers para as faixas "No.2" e "Hectic" foram lançados através do YouTube, assim como uma entrevista de RM para o Zach Sang Show. Em 8 de dezembro, performances de "Wild Flower", "Still Life", "Change Pt.2" e "No.2", gravadas pelo rapper no museu Dia Beacon em Nova York, foram publicadas no YouTube. Em 21 de fevereiro de 2023, RM lançou um visual para a faixa "Closer", composto de cenas do filme de romance sul coreano Heojil gyeolsim (2022), estrelado por Park Hae-il e Tang Wei.

## Recepção da crítica
| Críticas profissionais | Críticas profissionais |
| Pontuações agregadas   | Pontuações agregadas   |
| Fonte                  | Avaliação              |
| ---------------------- | ---------------------- |
| Metacritic             | 87/100                 |
| Avaliações da crítica  |                        |
| Fonte                  | Avaliação              |
| Clash                  | 8/10                   |
| Consequence            | 91/100                 |
| NME                    | [ 45 ]                 |
| Rolling Stone          | 80/100                 |
| The Observer           | [ 47 ]                 |
| AllMusic               | [ 48 ]                 |

Mary Siroky, da Consequence, escreveu que Indigo "parece um presente para o próprio espírito criativo [de RM] tanto quanto é um presente para os ouvintes" e sentiu que "captura algo sobre a experiência humana, que é a existência de um espaço para o tipo de mágoa profunda... ao lado da alegria". Ela resumiu o álbum como "um disco de um escritor no auge de seu jogo que provou que ainda tem muito a percorrer e muito a compartilhar", com elogios pela maneira como RM expressa suas frustrações sobre um "único capítulo isolado da vida", a "catarse criativa" e a experimentação evidente no álbum, e seu "desvendar comovente de desgosto e esperança". Ela apontou "Still Life", "All Day" e "Wild Flower" como faixas essenciais do álbum. Segundo a publicação NME, Indigo "captura vislumbres de como navegar em incerteza e mudança, partindo de relacionamentos a uma vida que se desenrola sob o escrutínio dos olhos do público". Escrevendo para o The Observer, Tara Joshi descreveu Indigo como "uma coleção polida que abrange pop e rap com confiança". A equipe da revista Billboard nomeou Indigo o melhor álbum de k-pop de 2022, enquanto classificaram "Wild Flower" como a melhor faixa do álbum.
Abbie Aitken destacou a "sensação de crescimento" e a mudança de perspectiva presentes no álbum em sua crítica para a revista Clash. Ela descreveu o álbum como "uma representação mais sincera" de RM, que "apresenta um acúmulo vívido de lições aprendidas, proeza artística e uma visão madura do envelhecimento". Ela deu uma nota de 8/10, escrevendo que "a inclusão da arte combinada com a presença de uma interpretação da natureza [...] parece calmante, identificável e fresca". Aitken também elogiou a escolha "meticulosa" de RM em colaboradores, observando que "cada faixa funciona dentro dos limites dos artistas apresentados". Ela concluiu que o álbum "é uma visão encantadora da mentalidade de uma superestrela global". Michelle Hyun Kim, da Rolling Stone, considerou Indigo "um retrato sonoro aventureiro do mundo interior de RM, o trabalho de um artista que encontra sua voz reunindo as influências que ressoam com sua alma". Destacando a canção "Wild Flower", Kim comenta que o álbum é a chance de RM fornecer conforto e resiliência para seus milhões de ouvintes, assim como a arte que inspirou-o fez com ele. A publicação The Atlantic enaltece como, apesar de ser um álbum primariamente hip hop, RM infunde o gênero com neo-soul, folk, R&B, eletrônica e rock, ressaltando que a experiência de ouvir o álbum é "como testemunhar uma pessoa esculpir seu nome no topo de uma montanha como uma forma de dizer não apenas que 'eu estava aqui', mas também 'estou feliz por você ter vindo'". Em sua avaliação para a revista NME, Rhian Daly deu nota máxima ao álbum, citando as faixas "Yun" e "Wild Flower" como um dos melhores trabalhos do rapper até o momento, ao passo que o álbum "leva a natureza caprichosa da vida a sério e percorre um caminho em zigue-zague por uma variedade de gêneros". Ao final de sua crítica, Daly acrescenta que Indigo "é um álbum que parece imperturbável pelas tendências atuais que concentra-se na construção de seu próprio mundo inimitável", descrevendo-o como uma "obra-prima com o potencial para ser relembrado como um clássico".
A revista Dazed listou "Wild Flower" em 17º lugar em sua classificação de final de ano das 40 melhores canções de K-pop lançadas em 2022, com a compositora Taylor Glasby afirmando que a posição da canção na lista era "uma prova de [sua] poderosa e imediatismo emotivo". Ela o descreveu como um "instantâneo lindamente ritmado, produzido e executado da psique de uma superestrela, tão fascinante quanto profundamente emocionante".

## Desempenho comercial
Em seu primeiro dia, Indigo acumulou  21.6 milhões de streams no Spotify, configurando-se como a maior estreia de um álbum, de um solista coreano, na história da plataforma. Todas as faixas do álbum estrearam simultaneamente no top 100 da parada global de músicas do Spotify, com "Wild Flower" obtendo a melhor posição (13ª) ao acumular 4.3 milhões de streams em suas primeiras 24 horas. Seguindo o lançamento de Indigo, RM estreou na sétima posição do ranking global diário de artistas do Spotify, tornando-se o artista solo asiático com a maior posição na história da plataforma. Em sua primeira semana, o álbum obteve mais de 80.2 milhões de streams no Spotify, consequentemente tornando-se a maior primeira semana de um álbum, de um solista coreano, na história da plataforma. Indigo estreou na 7ª posição da parada global de álbuns do Spotify, e na 17ª posição da parada de álbuns da plataforma nos Estados Unidos, sendo a maior posição alcançada por um solista coreano no país.
O álbum estreou na primeira posição da parada global de álbuns do iTunes, ao passo que todas as faixas debutaram no top 11 da parada global de músicas, com "Wild Flower" assumindo a primeira posição. Em menos de duas horas após seu lançamento, Indigo alcançou o topo da parada de álbuns do iTunes em mais de 80 países, incluindo Estados Unidos, Reino Unido, Japão, Canadá, Brasil, Alemanha e Irlanda, enquanto, eventualmente, "Wild Flower" atingiu o número um em 89 países. RM se tornou o segundo artista coreano na história a ocupar, simultaneamente, o topo das paradas de álbuns e músicas do iTunes dos Estados Unidos, com Indigo e "Wild Flower", respectivamente. Na Apple Music, Indigo alcançou o topo da parada de álbuns em 15 países. RM ocupou, simultaneamente, todo o top 10 da parada de canções de k-pop do Apple Music dos Estados Unidos, com as faixas de Indigo.
Com apenas uma hora de lançamento, Indigo vendeu 123.500 cópias na parada musical do Hanteo, configurando RM como o ato coreano com o segundo maior número de vendas na primeira hora de lançamento na parada, atrás apenas de Proof (2022) do BTS. Em seu primeiro dia, Indigo vendeu 553.770 cópias na parada musical do Hanteo, tornando-se o quinto maior primeiro dia de vendas por um solista na história da parada. Indigo estreou no topo da parada semanal de vendas físicas do Hanteo. O álbum finalizou sua primeira semana com 619,232 cópias vendidas na tabela, sendo a sétima maior primeira semana de vendas por um solista na história do Hanteo. Com o lançamento do álbum, RM alcançou o topo do ranking de artistas do Melon, à medida que todas as faixas de Indigo estiveram presentes, simultaneamente, no Melon Top 100, fazendo de RM o segundo solista masculino na história a atingir o feito. Todas as canções do álbum estrearam no top 20 da parada global diária do Circle Chart, com "Wild Flower" assumindo a primeira posição. Na parada de álbuns do Circle Chart, as duas versões de Indigo ("Book Edition" e "Postcard Edition") debutaram nas 2ª e 4ª posições, respectivamente, totalizando 664,456 cópias vendidas em sua primeira semana na tabela. Pouco mais de um mês após o lançamento do álbum, Indigo recebeu o certificado de platina dupla pela Korea Music Content Association (KMCA) pelas mais de 500.000 cópias vendidas na Coreia do Sul.
Nos Estados Unidos, Indigo estreou na 15ª posição da Billboard 200, com 31.000 cópias vendidas em sua primeira semana no país, ao passo que debutou na primeira posição da tabela World Albums e na 10ª posição da Top Album Sales. Após o lançamento das versões físicas do álbum no país em 16 de dezembro, Indigo subiu para a terceira posição da Billboard 200, tornando-se o primeiro álbum de um solista coreano na história a alcançar o top cinco da tabela. "Wild Flower" estreou na primeira posição das paradas Digital Song Sales e na 83ª colocação da Billboard Hot 100. Adicionalmente, RM ocupou, simultaneamente, todas as oito primeiras posição da parada World Digital Song Sales, com "Wild Flower" estreando em primeiro lugar, seguida de "Still Life", "Yun", "Lonely", "All Day", "Hectic", "No.2" e "Forg_tful", respectivamente. "Closer" estreou no topo das paradas R&B Digital Song Sales e Hip-Hop Digital Song Sales, enquanto na tabela Rap Digital Song Sales, "Still Life" debutou na primeira posição, seguida de "Yun" e "All Day" nas segunda e terceira posições, respectivamente. Eventualmente, Indigo passou quatro semanas no topo da tabela World Albums, fazendo de RM o primeiro solista coreano a conquistar o feito.
No Reino Unido, Indigo debutou na 27ª posição da parada de álbuns do meio da semana, e na 45ª posição na tabela geral. No Japão, com apenas três dias de lançamento, o álbum estreou na primeira posição da parada de álbuns digitais da Oricon. Indigo estreou no topo da parada Download Albums e na quinta posição da Hot Albums, ambas tabelas da Billboard Japan, com apenas três dias de contagem. Na Austrália, o álbum debutou na 26ª posição da ARIA Albums Charts.

## Lista de faixas
| N.º            | Título                                          | Compositor(es)                                                               | Produtor(es)                   | Duração |  |
| 1.             | "Yun" (com part. de Erykah Badu)                | RM Logikal J Ghstloop                                                        | Logikal J Ghstloop             | 3:54    |  |
| 2.             | "Still Life" (com part. de Anderson .Paak)      | RM Ninos Hanna Emil Schmidt Adam Kulling Ghstloop                            | Hanna Schmidt Kulling Ghstloop | 2:55    |  |
| 3.             | "All Day" (com part. de Tablo)                  | Pdogg RM Tablo                                                               | Pdogg                          | 3:06    |  |
| 4.             | "Forg_tful" (건망증) (com part. de Kim Sa-wol)  | RM John Eun                                                                  | Eun                            | 2:42    |  |
| 5.             | "Closer" (com part. de Paul Blanco e Mahalia)   | RM Andy Clutterbuck James Hatcher Mahalia Burkmar Benjamin Hart Blanco Pdogg | Honne                          | 3:17    |  |
| 6.             | "Change Pt.2"                                   | RM eAeon                                                                     | eAeon                          | 1:54    |  |
| 7.             | "Lonely"                                        | RM Pdogg                                                                     | Pdogg                          | 2:46    |  |
| 8.             | "Hectic" (com part. de Colde)                   | Pdogg RM Colde                                                               | Pdogg                          | 3:46    |  |
| 9.             | "Wild Flower" (들꽃놀이) (com part. de Youjeen) | RM Docskim                                                                   | Docskim                        | 4:33    |  |
| 10.            | "No.2" (com part. de Park Ji-yoon)              | RM Eun                                                                       | Eun                            | 3:14    |  |
| Duração total: | Duração total:                                  | Duração total:                                                               | Duração total:                 | 32:07   |  |

## Equipe e colaboradores
Créditos adaptados do encarte de Indigo e listados em ordem alfabética. Exclui créditos de vocais, composições e produção já citados acima.
Masterizado por Chris Gehringer no Sterling Sound.
- JaRon "Joe Cool" Adkison – engenharia de gravação  (faixa 1)
- Erykah Badu – vocais de apoio   (faixa 1)
- Antwone Barnes – coro  (faixas 2, 3)
- Duane Benjamin – co-produção de coro  (faixas 2, 3), arranjo coral/orquestração  (faixa 2)
- Paul Blanco – vocais de apoio   (faixa 5), engenharia de gravação (faixa 5)
- Dedrick Bonner – arranjo coral/orquestração (faixas 2, 3), coro (faixas 2, 3), direção de coro (faixas 2, 3)
- Bryce Charles – coro (faixas 2, 3)
- Hye-jin Choi – engenharia de gravação (faixa 10)
- Marqell Ward Clayton – coro (faixas 2, 3)
- Colde – engenharia de gravação (faixa 8)
- Docskim – piano (faixa 9), sintetizador (faixa 9), baixo (faixa 9), programação(faixa 9), arranjo de cordas (faixa 9)
- EAeon – teclado (faixa 6), sintetizador (faixa 6), engenharia de gravação (faixa 6)
- John Eun – piano (faixas 4, 10), violão (faixas 4, 10), baixo (faixas 4, 10), percussão (faixas 4, 10), arranjo vocal e rap (faixas 4, 10), engenharia de gravação (faixas 4, 10), edição digital (faixas 4, 10), engenharia de mixagem (faixas 4, 10), piano elétrico (faixa 10), sintetizador (faixa 10), guitarra elétrica (faixa 10), vocais de apoio (faixa 10)
- Evan – edição digital (faixas 2, 3, 5–8)
- Ghstloop – teclado (faixas 1, 2), sintetizador (faixas 1, 2), edição digital (faixas 1, 2, 6)
- Summer Greer – coro (faixas 2, 3)
- Hissnoise – edição digital (faixa 9)
- Honne – teclado (faixa 5), sintetizador (faixa 5), guitarras (faixa 5), programação de baterias (faixa 5)
- Jaycen Joshua – engenharia de mixagem (faixa 2)
  - Mike Seaberg – engenharia de mixagem (faixa 2)
    - Rachel Blum – assistente (faixa 2)
    - Jacob Richards – assistente (faixa 2)
    - DJ Riggins – assistente (faixa 2)
- Onewoo Kang – programação adicional (faixa 9)
- David Kim – engenharia de mixagem (faixa 3)
- Jongkuk Kim – baterias (faixa 10)
- Rob Kinelski – engenharia de mixagem (faixa 6)
- Adam Kulling – teclado (faixa 2), sintetizador (faixa 2)
- Ken Lewis – engenharia de mixagem (faixas 1, 5)
- Logikal – teclado (faixas 1, 2), sintetizador (faixa 1)
- Maiz – edição digital (faixas 2, 3, 5)
- Manny Marroquin – engenharia de mixagem (faixa 9)
  - Zach Pereyra – assistente de engenharia de mixagem (faixa 9)
  - Trey Station – assistente de engenharia de mixagem (faixa 9)
  - Anthony Vilchis – assistente de engenharia de mixagem (faixa 9)
- Shin Min – arranjo de cordas (faixa 9), condução de cordas (faixa 9)
- Sha'leah Nikole – coro (faixas 2, 3)
- Sung-geun Oh – engenharia de gravação (faixa 9)
  - Ye-chan Joo – assistente (faixa 9)
- Ji-yoon Park – vocais de apoio (faixa 10)
- Pdogg – teclado (faixas 3, 5, 7, 8), sintetizador (faixas 3, 7, 8), programação de baterias (faixa 5)
- Ililta Pina – coro (faixas 2, 3)
- Erik Reichers – engenharia de gravação (faixas 2, 3)
- James F. Reynolds – engenharia de mixagem (faixa 7)
  - CD Rios – assistente de estúdio (faixas 2, 3)
- RM – arranjo vocal e rap (faixas 1–10), engenharia de gravação (faixas 1–10), vocais de apoio (faixas 3, 5–10), percussão (faixa 4)
- Clinton Roane – coro (faixas 2, 3)
- Emily Silva – coro (faixas 2, 3)
- Slowminsteady – guitarra (faixa 9)
- Julio Ulloa – engenharia de gravação (faixa 2)
- Ga Yang – engenharia de mixagem (faixa 8)
- Yong String – cordas (faixa 9)
- Youjeen – vocais de apoio (faixa 9), arranjo vocal e rap (faixa 9)
- Young – guitarras (faixa 5), engenharia de gravação (faixa 5)
- Zin – arranjo vocal e rap (faixa 9), engenharia de gravação (faixa 9)

## Tabelas musicais
| Tabela musical (2022)                        | Melhor posição |
| -------------------------------------------- | -------------- |
| Alemanha (Offizielle Top 100)                | 18             |
| Austrália (ARIA)                             | 26             |
| Áustria (Ö3 Austria)                         | 29             |
| Bélgica (Ultratop Flanders)                  | 54             |
| Bélgica (Ultratop Wallonia)                  | 8              |
| Canadá (Billboard)                           | 19             |
| Coreia do Sul (Circle)                       | 2              |
| Coreia do Sul - Physical Album (Hanteo)      | 1              |
| Dinamarca (Hitlisten)                        | 25             |
| Espanha (PROMUSICAE)                         | 28             |
| Estados Unidos (Billboard 200)               | 3              |
| Estados Unidos - World Albums (Billboard)    | 1              |
| Estados Unidos - Top Album Sales (Billboard) | 2              |
| Finlândia (Suomen virallinen lista)          | 7              |
| França (SNEP)                                | 27             |
| Hungria (MAHASZ)                             | 9              |
| Irlanda (IRMA)                               | 64             |
| Itália (FIMI)                                | 21             |
| Japão (Oricon)                               | 4              |
| Japão - Combined Albums (Oricon)             | 4              |
| Japão - Digital Albums (Oricon)              | 1              |
| Japão - Download Albums (Billboard Japan)    | 1              |
| Japão - Hot Albums (Billboard Japan)         | 4              |
| Lituânia (AGATA)                             | 3              |
| Nova Zelândia (RMNZ)                         | 12             |
| Países Baixos (Album Top 100)                | 67             |
| Polónia (ZPAV)                               | 11             |
| Reino Unido - UK Album Downloads (OCC)       | 4              |
| Reino Unido - UK Albums (OCC)                | 45             |
| Reino Unido - UK Midweek Albums (OCC)        | 27             |
| Suécia (Sverigetopplistan)                   | 55             |
| Suíça (Schweizer Hitparade)                  | 6              |

| Tabela musical (2022)                 | Melhor posição |
| ------------------------------------- | -------------- |
| Coreia do Sul (Circle) Book Edition   | 3              |
| Coreia do Sul (Circle) Weverse Albums | 6              |
| Japão (Oricon) · Book Edition         | 11             |

| Tabela musical (2022)                | Melhor posição |
| ------------------------------------ | -------------- |
| Coreia do Sul (Circle) Book Edition  | 31             |
| Coreia do Sul (Circle) Weverse Album | 74             |

## Certificações
| Região               | Certificação | Unidades/vendas |
| -------------------- | ------------ | --------------- |
| Coreia do Sul (KMCA) | 2× Platina   | 800.000         |

## Histórico de lançamento
| Região         | Data                   | Formatos(s)                   | Gravadora     | Ref.    |
| -------------- | ---------------------- | ----------------------------- | ------------- | ------- |
| Vários         | 2 de dezembro de 2022  | CD download digital streaming | Big Hit Music | [ 132 ] |
| Japão          | 10 de dezembro de 2022 | CD                            | Big Hit Music | [ 133 ] |
| Europa         | 16 de dezembro de 2022 | CD                            | Big Hit UMG   | [ 134 ] |
| Estados Unidos | 16 de dezembro de 2022 | CD                            | Big Hit UMG   | [ 134 ] |
| Itália         | 16 de dezembro de 2022 | CD                            | Big Hit UMG   | [ 135 ] |